# Христианство в Кыргызстане

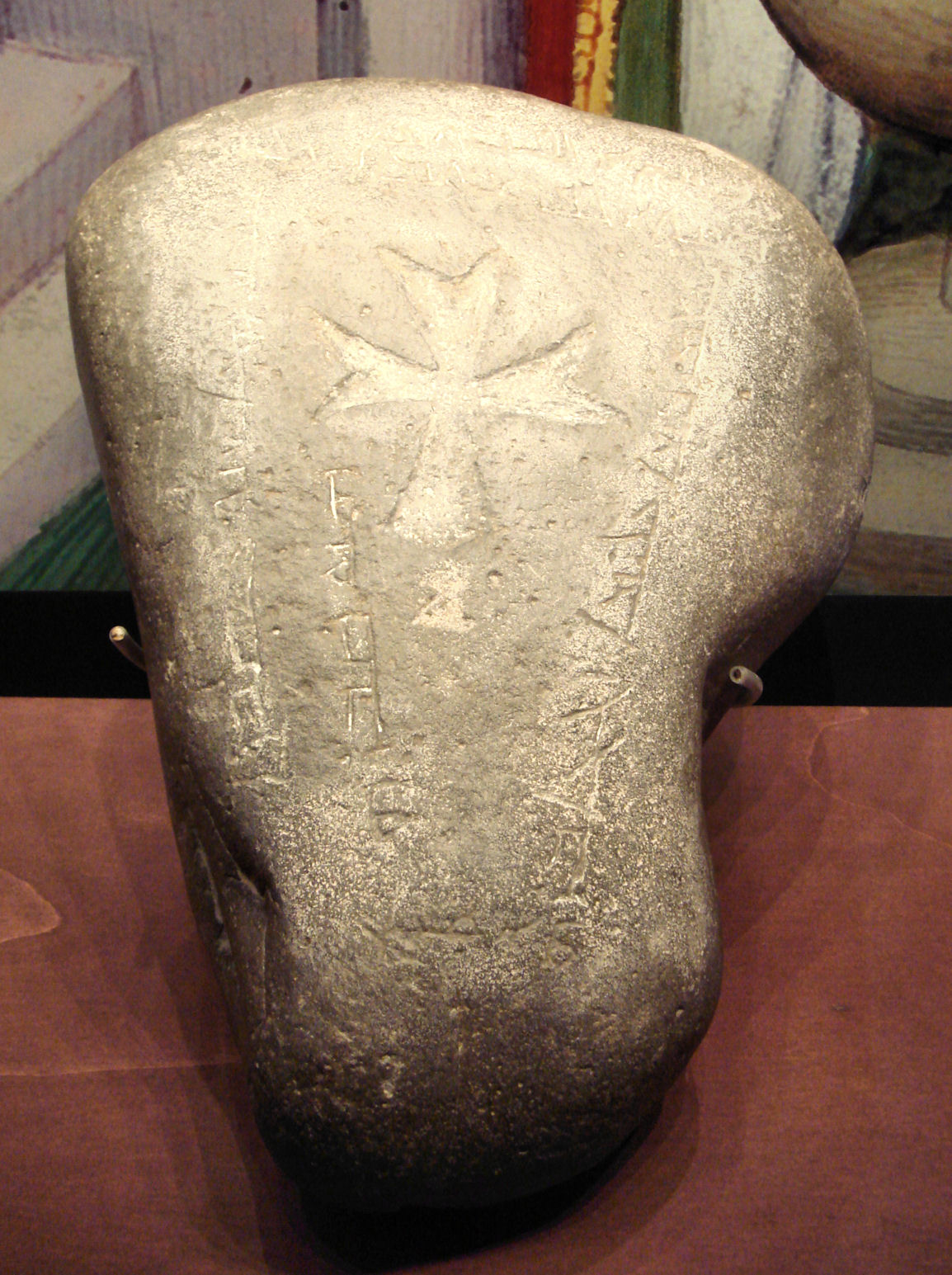
Несторианская надгробная плита с надписью на уйгурском, найденная близ Иссык-Куля (датируется 1312 г.)

Христианство в Кыргызстане зародилось в Средние века, но в дальнейшем было в значительной мере вытеснено исламом, который усилился особенно в первой половине XIX века. С включением нынешнего Кыргызстана в состав Российской империи, на её территории начали активно распространяться христианские вероучения - православие, католицизм и лютеранство. Этому способствовала значительная миграция христиан из Центральной России как во вновь воздаваемые города, так и в сельскую местности и большая доля русского населения. В советский период христианство в Кыргызстане, как и в целом в СССР, подверглось гонениям: многие храмы были закрыты, а священнослужители репрессированы. С конца 1980-х годов вновь началось открытие церквей, преследования верующих прекратились, но число христиан уменьшается в последние годы главным образом по причине массового выезда русскоязычных в Россию.

## Средние века
Археологические и летописные данные свидетельствуют, что история христианства в Кыргызстане прослеживается со времён средневековья.  Махмуд Кашгари, приводит личное свидетельство о том, что в юго-восточном Дешти-Кипчаке (Великой Степи), Узгенском царстве и Уйгурском каганате существовали и процветали общины с центром в Согде (Самарканде). По словам Кашгари «в Исфиджабе и Таразе, в Кашгаре и Узгенде вплоть до Кубы (Кувы) жил народ согдак, исповедующий Масиха (Иисуса Христа) и говоривший на двух языках: согдийском и тюркском.

## Российский период
Современная история христианства начинается с момента вхождения Кыргызстана в состав России в XIX веке. В 1828 году Святейший синод предписал Тоболькому митрополиту отправить миссионеров в Киргизскую степь, но генерал-губернатор И.А. Вельяминов отказал в содействии и миссия не была отправлена. Только в 1881 году была открыта особая противомусульманская миссия для киргизов, а её первым главой стал алтайский священник Филарет (Синьковский). Миссия к 1893 году перевела на киргизский язык все Евангелие. Принявшие православие киргизы получали земли - например, в 1885 году Степной генерал-губернатор Г.А. Колпаковский отвёл им 600 десятин около поселка Буконь. Ежегодное число принявших православие киргизов было невелико - например, в 1889 году крещено 23 человека. Миссия активно занималась обучением: в 1899 году в 9 школах при миссии учились 207 мальчиков и 65 девочек.  В 1899 году у миссии было 9 станов и 28 человек в штате (причем не только на территории нынешнего Кыргызстана): Центральный (Семипалатинск, Буконский, Долонский, Больше-Нарымский, Шульбинский и Черноярский, а также три в Акмолинской области (Татарский, Александровский и Акбасарский). В 1899 году крещены миссией трое язычников и 63 мусульманина.
Также строились православные церкви при военных поселениях для обслуживания духовных нужд русскоязычного населения, которое массово переселялось также в сельскую местность. Немецкие переселенцы принесли с собой в Кыргызстан католицизм, а также лютеранство (Евангелическо-Лютеранская Церковь в Киргизской Республике).

## Советский период
В советский период многие церкви были закрыты. В 1921 году прекращена работа Киргизской духовной миссии. В советские годы здесь также появились общины Свидетелей Иеговы, баптистов, пятидесятников и адвентистов. Несмотря на некоторые послабления периода Перестройки в 1991 году во всей республике было только 20 православных храмов.

## Современность
Современные православные в Кыргызстане объединены в Бишкекскую епархию РПЦ, которая имеет 46 приходов, 25 храмов, 6 благочиний и 1 монастырь. В самом Бишкеке действует храм Святого равноапостольного князя Владимира. На начало 2010-х годов в республике также действовали 2 церкви староверов и 4 католические общины. Союз евангельских христиан-баптистов Кыргызстана насчитывает 2800 человек, которые объединены вокруг 50 церквей.
Также в Кыргызстане с 1991 года действует официально зарегистрированная  церковь полного Евангелия (протестантского направления) — Церковь Иисуса Христа. Насчитывает тысячи прихожан. На её попечении несколько детских домов и благотворительных организаций.